# Kerkrade (gemeente)

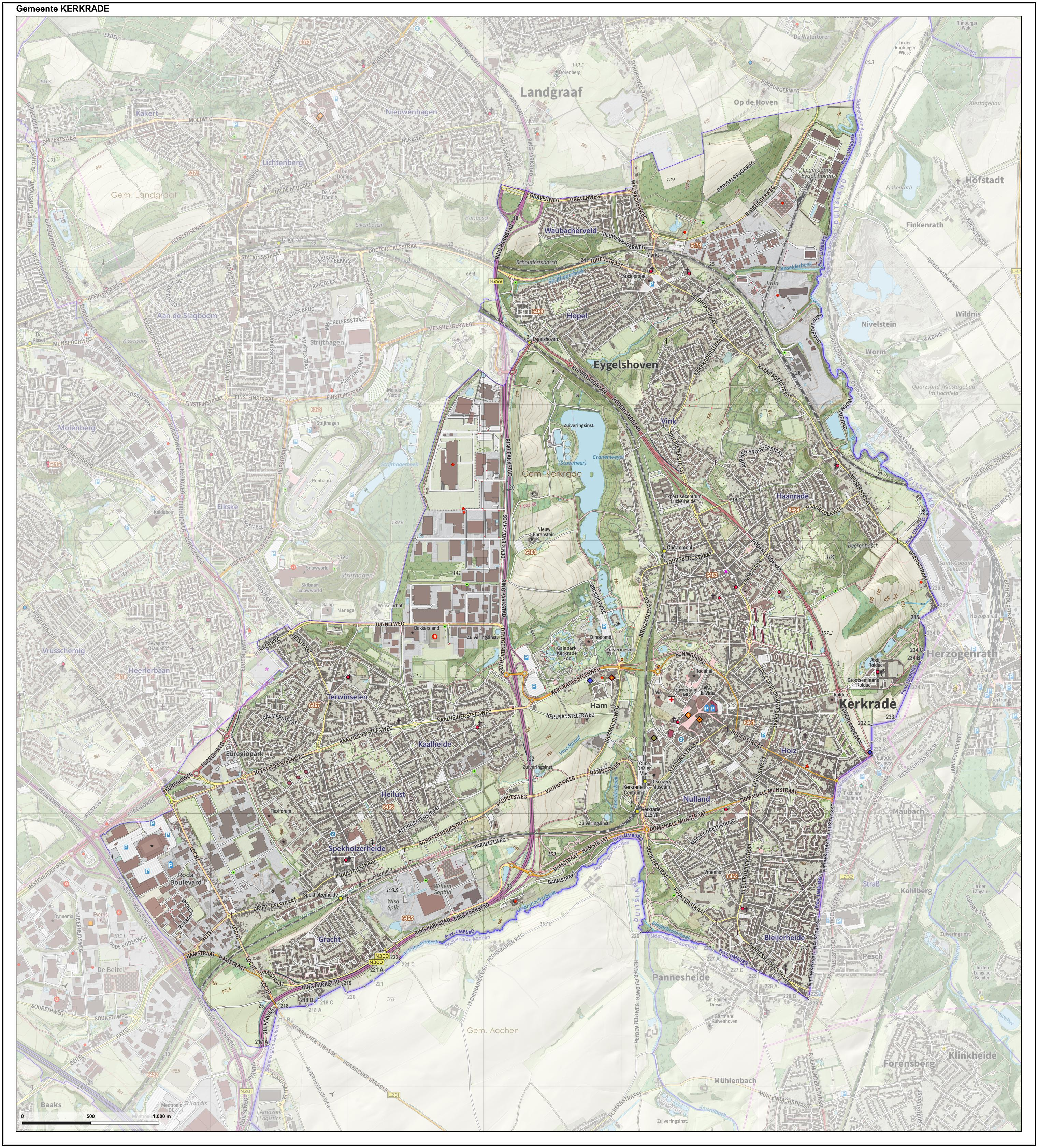
Topografische gemeentekaart van Kerkrade, december 2017

Kerkrade (uitspraakⓘ) (Kerkraads: Kirchroa, Duits: Kirchrath) is een Nederlandse gemeente in de Oostelijke Mijnstreek in Zuid-Limburg. Aangrenzende gemeentes zijn onder andere Heerlen en Landgraaf en de Duitse gemeentes Herzogenrath en Aken. Kerkrade maakt deel uit van het bestuurlijke samenwerkingsverband plusregio Parkstad Limburg. Kerkrade bestaat uit de gelijknamige plaats Kerkrade en uit de kernen Eygelshoven, Kaalheide, Spekholzerheide, Terwinselen, Chevremont en Bleijerheide.

## Naam
Het achtervoegsel rade of rode betekent "rooiing" of "ontginning" en verwijst naar het werkwoord rooien: het kappen en bebouwen van bosachtig gebied. Daar kan nog het volgende aan worden toegevoegd. De oudste vorm daarvan was roda. De voetbalclub Roda JC en de Rodahal zijn daarnaar genoemd. Een grensdorp in de gemeente heet Haanrade (van Hanrothe of Hagenrode), waarvan het voorvoegsel Haan tot een persoon (Hago) wordt herleid, maar ook op het woord haag (omheining). Ook de naam Kaalheide refereert aan het gerooide Kerkraadse landschap.

## Geschiedenis
Het gebied van de huidige gemeente Kerkrade was in de middeleeuwen deel van het Land van Rode, waarvan de Burcht Rode en de Abdij Rolduc (Rode-le-Duc) de belangrijkste politieke en geestelijke machtscentra waren. Eind dertiende eeuw kwam deze heerlijkheid in het bezit van het hertogdom Brabant, waarna het werd aangeduid als Land van 's-Hertogenrode of 's-Hertogenrade ("het Rode van de hertog"). Later vormde het, samen met het Land van Valkenburg en het Graafschap Dalhem, de Brabantse Landen van Overmaas. Het Partagetraktaat van 1661 regelde de verdeling van de Landen van Overmaas tussen de Spaanse Nederlanden en de Republiek der Zeven Verenigde Nederlanden. Kerkrade en omgeving ging tot de Spaanse Nederlanden behoren; vanaf 1778 de Oostenrijkse Nederlanden.
Na de komst van de Fransen in 1794 werd Kerkrade ingelijfd bij de Eerste Franse Republiek. Inwoners van Kerkrade waren daarna twintig jaar lang Franse burgers (citoyens), bewoners van het Franse departement Nedermaas. Bij het Congres van Wenen in 1815 wordt nog geen overeenstemming bereikt over het Land van 's-Hertogenrade. Dat gebeurt pas ruim een jaar later op 26 juni 1816 met het Traktaat van Aken, waarbij het stadje Herzogenrath (met de Burcht Rode) wordt toegewezen aan Pruisen, en het vlakbij gelegen Kerkrade (met de Abdij Rolduc) aan het Verenigd Koninkrijk der Nederlanden. In 1830 roepen de Belgen hun onafhankelijkheid uit en wordt Kerkrade Belgisch (samen met de rest van Limburg, met uitzondering van Maastricht). Kerkrade wordt weer Nederlands ten gevolge van het Verdrag van Londen (19 april 1839).
Op 1 januari 1982 hielden de toenmalige gemeenten Kerkrade en Eygelshoven op te bestaan en werd de nieuwe gemeente Kerkrade gevormd.
Door middel van het samenwerkingsverband Europastad Eurode vormt Kerkrade opnieuw een symbolische Nederlands-Duitse eenheid met Herzogenrath.

## Politiek en bestuur

### Gemeenteraad
De gemeenteraad van Kerkrade bestaat uit 29 zetels. Hieronder staat de samenstelling van de gemeenteraad sinds 1994:
| Gemeenteraadszetels    | Gemeenteraadszetels | Gemeenteraadszetels | Gemeenteraadszetels | Gemeenteraadszetels | Gemeenteraadszetels | Gemeenteraadszetels | Gemeenteraadszetels | Gemeenteraadszetels |
| Partij                 | 1994                | 1998                | 2002                | 2006                | 2010                | 2014                | 2018                | 2022                |
| ---------------------- | ------------------- | ------------------- | ------------------- | ------------------- | ------------------- | ------------------- | ------------------- | ------------------- |
| Burgerbelangen         | 7                   | 8                   | 8                   | 8                   | 9                   | 8                   | 10                  | 11                  |
| Ons Kerkrade           | -                   | -                   | -                   | -                   | -                   | 4                   | 4                   | 4                   |
| PvdA                   | 5                   | 5                   | 4                   | 7                   | 8                   | 4                   | 4                   | 3                   |
| Lokaal Alternatief     | -                   | -                   | -                   | -                   | 3                   | 2                   | 3                   | 3                   |
| SP                     | -                   | -                   | -                   | 2                   | 1                   | 3                   | 3                   | 2                   |
| Ouderenpartij Kerkrade | -                   | -                   | -                   | -                   | -                   | 1                   | 1                   | 2                   |
| CDA                    | 7                   | 6                   | 7                   | 5                   | 5                   | 4                   | 2                   | 2                   |
| VVD                    | -                   | 1                   | 1                   | 1                   | 2                   | 2                   | 2                   | 1                   |
| Hart voor Vrijheid     | -                   | -                   | -                   | -                   | -                   | -                   | -                   | 1                   |
| GroenLinks             | 3                   | 3                   | 4                   | 2                   | 1                   | 1                   | -                   | -                   |
| BBK Lokaal             | 8                   | 8                   | 5                   | 3                   | -                   | -                   | -                   | -                   |
| Har(d)t voor Kerkrade  | -                   | -                   | -                   | 1                   | -                   | -                   | -                   | -                   |
| Leefbaar Kerkrade      | -                   | -                   | 2                   | -                   | -                   | -                   | -                   | -                   |
| D66                    | 1                   | -                   | -                   | -                   | -                   | -                   | -                   | -                   |
| Totaal                 | 31                  | 31                  | 31                  | 29                  | 29                  | 29                  | 29                  | 29                  |

Burgemeester:
- Petra Dassen-Housen (CDA)

Wethouders: (2018-2022)
- Tim Weijers (Burgerbelangen), locoburgemeester
- Jo Schlangen (Burgerbelangen)
- Huub Wiermans (Burgerbelangen)
- Leo Jongen (PvdA)
- Bert Bejas (CDA)

Griffier:
- B.W.E. van der Wijst -Triepels

Secretaris:
- Raph Stijns

## Geografie
Kerkrade ligt met de wijken Chevremont en Bleijerheide op het Plateau van Kerkrade, met aan de west en noordzijde het Anstelerbeekdal en aan de oostzijde het Wormdal. De buurten Gracht, Heilust, Kaalheide en Spekholzerheide liggen daarentegen op het Plateau van Spekholzerheide. Eygelshoven ligt juist in het Anstelerbeekdal en het Strijthagerbeekdal.

## Wijken en gebieden
| Kerkrade-Noord: - Eygelshoven-Kom (sinds 1 januari 1982 behoort Eygelshoven tot de nieuwe gemeente Kerkrade) - Hopel - Vink - Waubacherveld Kerkrade-Oost/Noord: - Chevremont - Ham (Erenstein) - Haanrade - Kaffeberg - Rolduckerveld | Kerkrade-Oost/Zuid: - Bleijerheide - Holz - Kerkrade-Centrum - Mucherveld - Nulland Kerkrade-West: - Gracht - Heilust - Kaalheide - Locht - Spekholzerheide - Terwinselen |

### Ontwikkelingsproject
- Parkplan Rolduc
- Centrumplan
- Buitenring

## Cultuur

### Rodahal
De Rodahal ligt in het centrum, aan het Europaplein. De hal is ontworpen door Laurens Bisscheroux (1934-1997) en geopend in 1966. De hal werd gebouwd als evenementenhal en werd in 1993 grootscheeps gerenoveerd voor het Wereld Muziek Concours (W.M.C.), een om de vier jaar terugkomend internationaal bekend muziekfestival met de nadruk op blaasmuziek. Bekend werd de Rodahal ook toen het schlagerfestival, gepresenteerd door Dennie Christian, werd uitgezonden op tv. Tevens waren hier rocklegendes zoals Golden Earring, Motörhead, Iron Maiden en Alice Cooper te vinden, in 2007 vond The Southern Blues Night plaats. Ook biedt de hal de mogelijkheid voor tentoonstellingen, beurzen en markten. De hal heeft een bijzondere vorm die betrekking heeft met de heuvelachtige omgeving, als een vlinderdas, in de volksmond "ut Sjtriksje". Ook bijzonder is de hangende dakconstructie. De Rodahal heeft een capaciteit van 2500 mensen. Ze werd na 2005 voor € 12 miljoen verbouwd, zodat ze weer voldeed aan de eisen, die het eerstvolgende W.M.C. van 2009 eraan stelde.

### D'r Joep
Sinds 1957 staat D'r Joep, het nationale monument van de mijnwerkers, op de Markt in het centrum van Kerkrade. Op de Markt staat ook een Heilig Hartbeeld. In 2015 is er in het kader van de Mijn een Mijnjaar geweest. 50 Joepen zijn beschilderd en bewerkt door Kerkradenaren en scholen uit Kerkrade waaronder De Brede Basisschool Steltloper en vervolgens geëxposeerd op de markt.

### Orlando Festival
Het Orlando Festival is een jaarlijks terugkerend evenement waaraan Kerkrade de naam "Klankstad" ontleent. Dit topevenement van kamermuziek staat nationaal en internationaal in hoog aanzien.

### Muziekkiosk
In juni 2001 werd op de Markt in Kerkrade een nieuwe muziekkiosk geopend. Het podium was multifunctioneel en geschikt voor demonstraties en voorstellingen, maar werd in 2014 afgebroken.

### Raadhuis Kerkrade

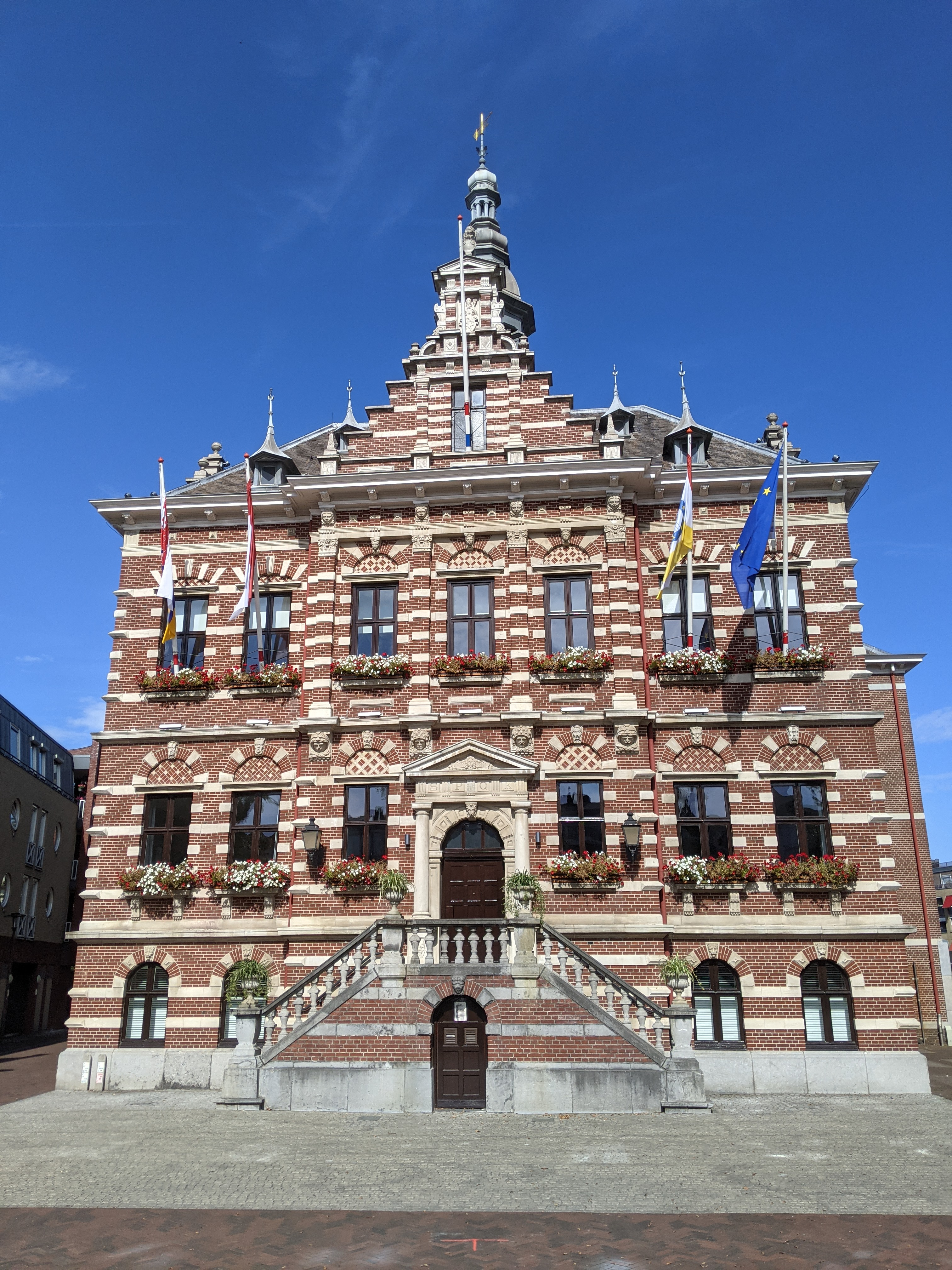
Raadhuis van Kerkrade

Het raadhuis werd in de jaren 1912-1913 gebouwd in Neorenaissancestijl naar ontwerp van gemeentearchitect C.J. Duykers. Het raadhuis werd op 22 oktober 1913 officieel in gebruik genomen en is qua architectuur een kopie van Raadhuis Nieuwer-Amstel uit 1890.

### Theater Kerkrade
Het Theater Kerkrade (voorheen Wijngrachttheater) vormt samen met Theater Heerlen (voorheen Stadsschouwburg Heerlen) de Parkstad Limburg Theaters. Theater Kerkrade heeft 633 zitplaatsen.

### Wereld Muziek Concours
Het Wereld Muziek Concours is een internationaal muziekfestival dat om de vier jaar in Kerkrade wordt gehouden.

### Carnaval
In Kerkrade wordt carnaval, oftewel 'Vasteloavend', gevierd. Veel activiteiten worden georganiseerd door de drie grootste carnavalsverenigingen die Kerkrade kent. Vasteloavendsverain Kirchroa-West, Karnevalsvereniging Burgerlust 1924 en de grote stadscarnavalsvereniging Kirchröatsjer Vasteloavends Verain Alaaf Kirchroa 1936 (KVV). Deze laatste brengt tussen 1966 en 2013 zes albums uit onder de naam “Kirchröatsjer Sjpetsiejalietète”. Het grootste evenement is "D'r Jroeëse Tsog", de jaarlijkse carnavalsoptocht die op carnavalsmaandag plaats vindt, een van de langste en grootste optochten van Limburg met een lengte van 5 kilometer en ieder jaar meer dan 4500 deelnemers. In 2017 namen bijna 5000 deelnemers deel (158 nummers) aan de optocht. De optocht staat bekende om de zeer kleurrijke en vaak grote groepen en de einzelgängers. Sinds 2016 wordt de optocht gedurende 5 uur live uitgezonden door de provinciale tv-zender L1. Ook het vernieuwde "Klonetrekke" op carnavalsdinsdag is een typisch Kerkraads carnavalsevenement dat duizenden “klone” naar de Kerkraadse markt trekt. In de Rodahal worden grote "sietzòngen" georganiseerd. Zoals: de kingersietzòng, de herresietzong, de damesietzong, de vètdonnesjdigsietzòng en als apotheose op carnavalszaterdag de jalasietzòng. De Prinseroad van de KVV organiseert het vermaarde Jalabal waar ieder jaar bijna 1000 feestvierders naar toekomen. De stadsprins wordt de eerste zondag van het nieuwe jaar geproclameerd en treedt op carnavalsdinsdag af. Bekende stadsprinsen uit de afgelopen jaren waren Paul Savelsberg, Louis Roukens, Fer Kousen, Jos Bellen, Raoul Deckers, Rik Caumon en Marcel Mahr. Veel mooie carnavalsliedjes in het Kerkraads zijn in de loop der tijd verschenen, zoals Kirchröatsjer Meëdsjer, Tante Annie oes Bennekom, Sjweiermam, Ja, die Mokkel, 'T sjunste op de welt. Bekende buuttereedners zijn Frans Haselier, Fer Kousen en het duo Peter Greven en John Sonnenschein als Blieërheidsjer Jonge.

### Centrum Bleijerheide
Zie Jongenspensionaat Bleijerheide.

### The Rock Temple
The Rock Temple, gevestigd op Plein 13, is een concertzaal die zich richt op de hardere muziekstromingen.

### Dialect
In Kerkrade wordt door een groot deel van de bevolking een Ripuarisch dialect gesproken dat nauw verwant is aan de voornamelijk in Duitsland gesproken dialecten zoals het Keuls of het Akens dialect. De meeste inwoners van Kerkrade wisselen in hun taalgebruik gemakkelijk van Nederlands naar Duits.

## Bereikbaarheid
Kerkrade heeft meerdere treinstations op zijn grondgebied, waaronder station Kerkrade Centrum, station Chevremont, station Eygelshoven en station Eygelshoven Markt. De aanduiding Centrum bij de eerstgenoemde dateert uit de tijd dat er verschillende stations waren met Kerkrade in de naam.

## Toerisme en recreatie
- Botanische Tuin Kerkrade

### Kasteel Erenstein

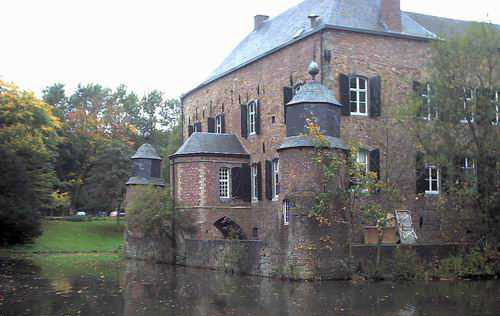
Kasteel Erenstein

Kasteel Erenstein is een kasteel dat rond 1340 is gebouwd en is gelegen in het natuurgebied Anstelvallei te Kerkrade. De kasteelgrachten worden gevoed door de Anstelerbeek. Het kasteel en bijbehorende hoeve huisvesten een hotel. Het kasteel ligt direct naast GaiaZOO en heeft voor de gasten een eigen ingang tot het dierenpark. Ieder jaar vindt in augustus het Castle of Love festival plaats, een dance-event. 
In 2021 en 2022 werd in dit kasteel het RTL 4-programma De Verraders opgenomen. Het was oorspronkelijk de bedoeling om hiervoor naar het buitenland te gaan, maar omdat dit door de coronapandemie in deze jaren niet mogelijk was, werd besloten om naar deze locatie te gaan.

### GaiaZOO
In 2005 opende GaiaPark zijn poorten. Dit "thematisch dierenpark" vertelt het verhaal van de aarde, van het heden en het verleden. Gaia is de Godin "Moeder Aarde" uit de Griekse mythologie. De Gaia-hypothese beschouwt de aarde als een levend geheel waarin alles met elkaar samenhangt en elkaar beïnvloedt. Omdat de naam Gaiapark te veel zou lijken op een park werd de naam veranderd in GaiaZOO. GaiaZOO is uitgegroeid tot een bekende dierentuin. Jaarlijks investeert GaiaZOO in projecten om de attractiviteit van deze bijzondere dierentuin hoog te houden.

### Discovery Center Continium
Discovery Center Continium is een provinciaal museum voor industrie en samenleving. Het vertelt de geschiedenis van mensen en machines vanaf circa 1850. Via een chronologische route kan men een kijkje nemen in het leven van vroeger. Het brengt de industriële en maatschappelijke ontwikkeling van Limburg en de omringende landen in beeld. Op 15 juni 2009 is het Discovery Center Continium heropend, tot die datum was het bekend onder de naam Industrion. Daarnaast is er Cube, een museum over design. Ook is er Columbus, een halve bol waar je in 3 fases een verhaal wordt verteld over mijnbouw of over het ontstaan van de aarde.

### Parkstad Limburg Stadion
Het Parkstad Limburg Stadion is in 2000 opgeleverd als vervanging van het stadion Kaalheide. Het is het thuisstadion van voetbalclub Roda JC Kerkrade. Het stadion heeft 19.979 zitplaatsen, 2.500 business-seats en 24 skyboxen. Het gebouw wordt ook gebruikt voor evenementen zoals het Wereld Muziek Concours.

### Roda JC
Roda JC Kerkrade is ontstaan uit fusies van oorspronkelijk vier voetbalclubs. Kerkrade met Bleijerheide fuseerden tot Roda Sport, Juliana fuseerde met Rapid 54 tot Rapid JC. Rapid JC werd landskampioen in 1956. In 1962 fuseerden Roda Sport en Rapid JC tot Roda JC, wat staat voor Roda Juliana Combinatie. Roda JC heeft in Stadion Kaalheide gespeeld en speelt in het Parkstad Limburg Stadion. De club won tweemaal de KNVB Beker.

### Rolduc
Abdij Rolduc is het grootste behouden kloostercomplex van Nederland. Het is in 1104 gesticht door Ailbertus van Anthoing. Dit complex kenmerkt zich door de verschillende bouwstijlen zoals Romaans/Gotisch en Maaslandse renaissance. Anno 2022 is er zowel de priesteropleiding van het bisdom Roermond als een hotel en conferentie-oord in gevestigd. Er is een bibliotheek in rococostijl, met veel oude boeken. De abdijkerk is gebouwd in Romaanse stijl.

### Stoomtreinverbinding
Van april 1995 tot november 2014 reed er een stoomtrein tussen de stations Kerkrade-Centrum en Valkenburg. Deze werd beheerd door de Zuid-Limburgse Stoomtrein Maatschappij (ZLSM). Het baanvak Kerkrade-Centrum - Simpelveld maakt deel uit van de Miljoenenlijn (de aanleg van het lijntje in 1925 heeft één miljoen gulden per km gekost). De stoomtrein uit Schin op Geul reed tussen 2004 en 2007 op enkele zondagen per jaar door naar Heerlen. Sinds het voorjaar van 2015 rijdt de ZLSM vanuit Simpelveld alleen met een railbus naar Kerkrade. Omdat deze railbus niet op het hoofdnet mag rijden, stopt deze bij een speciale halte 'Kerkrade ZLSM', 50 meter voor het station Kerkrade-Centrum. Deze halte, al reeds in de jaren '90 van de vorige eeuw aangelegd, is in augustus 2015 geheel gerenoveerd.

### Villa Krichelberg

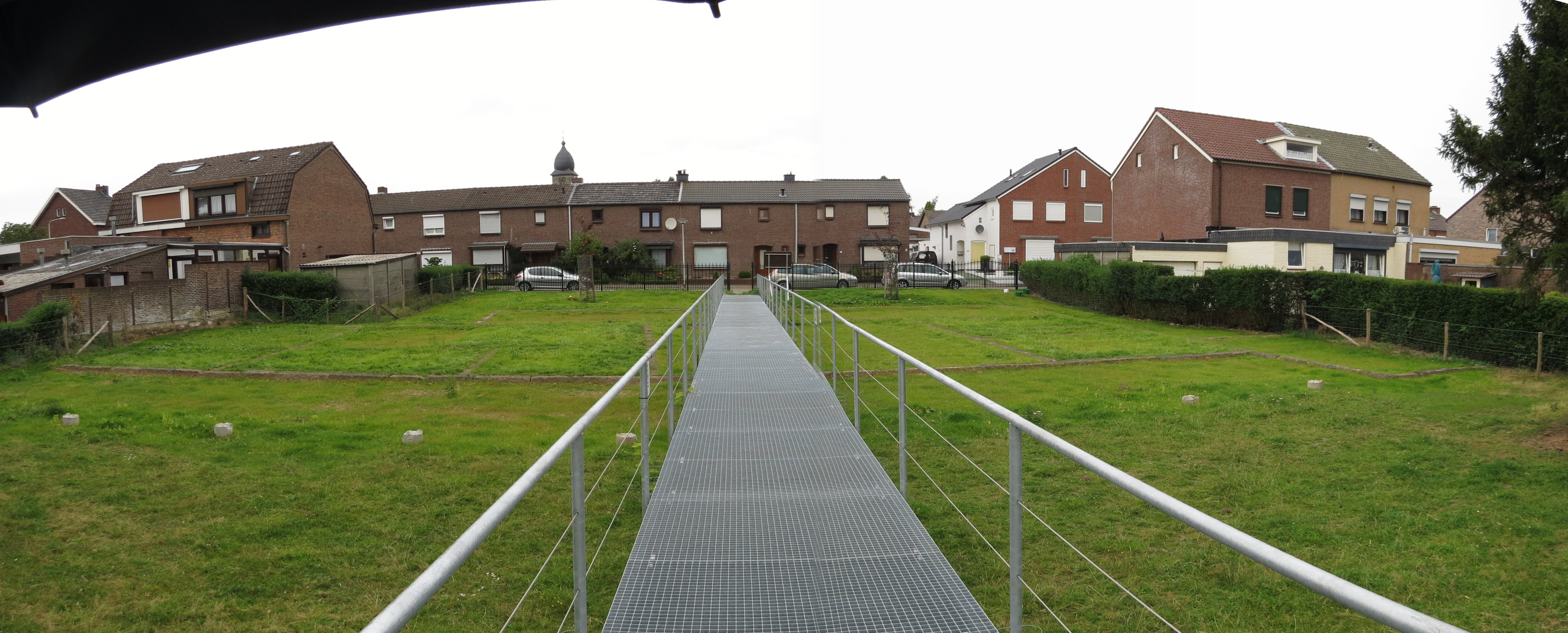
De fundamenten van de Romeinse villa rustica aan de Krichelstraat

Vanwege de geografische ligging en de vruchtbare grond heeft Kerkrade een rijk Romeins verleden. In die tijd hebben verschillende boeren zich hier gevestigd. Deze boeren bouwden boerderijen in een stijl die ze van de Romeinen hadden afgekeken, bijvoorbeeld met een zuilengalerij ervoor en met daken die men ook nu nog in zuidelijke landen ziet. Een voorbeeld van een dergelijke boerderij, een Villa rustica, is opgegraven aan de Krichelstraat (wijk Kaalheide): de Romeinse villa Kaalheide.

### Wormdalfietsroutes
Kerkrade heeft een fietsroutenetwerk dat gebaseerd is op het Knooppuntensysteem. De gemeenten Kerkrade, Landgraaf, Übach-Palenberg en Herzogenrath hebben de Wormdalroute/Wurmtalroute ontwikkeld. In dat Wormdal ligt onder andere de Baalsbruggermolen.

## Religie
De gemeente kenmerkt zich door de verschillende kerken, waarvan een deel rijksmonument is. Kerken in de gemeente zijn:
- Sint-Antonius van Paduakerk in Bleijerheide
- Onze-Lieve-Vrouw-Tenhemelopnemingskerk in Chevremont
- Protestantse kerk (voormalig) in Chevremont
- Johannes de Doperkerk in Eygelshoven
- Kleine Kerkje (voormalige Johannes de Doperkerk) in Eygelshoven
- Onze-Lieve-Vrouw van Lourdes (voormalig) in Gracht
- Heilig Hart van Jezuskerk in Haanrade
- Onze-Lieve-Vrouw van Altijddurende Bijstandkerk in Heilust
- Sint-Catharinakerk in Holz
- Pastoor van Arskerk (voormalig) in Hopel
- Sint-Jozefkerk in Kaalheide
- Blijde Boodschapkerk in Kerkrade
- Sint-Jozef en Norbertuskerk (voormalig) in Kerkrade
- Sint-Lambertuskerk in Kerkrade-centrum
- Maria Gorettikerk (voormalig) in Nulland
- Abdijkerk Rolduc (Abdij Rolduc)
- Sint-Martinuskerk in Spekholzerheide
- Onze-Lieve-Vrouw-Onbevlekt-Ontvangenkerk in Terwinselen

Daarnaast zijn er enkele kloosterkerken en -kapellen:
- Kloosterkapel bij Franciscanerklooster van Bleijerheide
- Kapel van voormalig Ursulinenklooster Chevremont
- Kapel van voormalig Elisabethstift in Kerkrade

Verder zijn er allerhande kapelletjes, waaronder de Hamboskapel. Zie verder de Lijst van weg- en veldkapellen in Kerkrade.

## Monumenten
In de gemeente zijn er een aantal rijksmonumenten en oorlogsmonumenten, zie:
- Lijst van rijksmonumenten in Kerkrade
- Lijst van oorlogsmonumenten in Kerkrade

## Nieuwstraat/Neustraße
Aan de oostzijde van Kerkrade loopt de grens met Duitsland dwars door de bebouwde kom, precies over de lengte van een straat, de Nieuwstraat (Neustraße). Aanvankelijk bevond zich zowel aan Nederlandse als aan Duitse zijde een aparte tweestrooksweg, met een afscheiding ertussen. Deze afscheiding werd gebouwd in 1915 en was bedoeld om Duitse soldaten ervan te weerhouden om naar Nederland te deserteren.

## Media in Kerkrade
- De Kerkradenaar
- De Limburger
- 1Kerkrade (Nu Via Limburg)

## Aangrenzende gemeenten
| Aangrenzende gemeenten | Aangrenzende gemeenten | Aangrenzende gemeenten | Aangrenzende gemeenten | Aangrenzende gemeenten |
| ---------------------- | ---------------------- | ---------------------- | ---------------------- | ---------------------- |
|                        |                        | Landgraaf              |                        |                        |
|                        |                        |                        |                        |                        |
| Heerlen                | Herzogenrath (D)       |                        |                        |                        |
|                        |                        |                        |                        |                        |
|                        |                        | Aken (D)               |                        |                        |

## Voetnoten
1. ↑  Ministerie van Binnenlandse Zaken, Wet van 17 december 1981, houdende wijziging van de Wet van 21 mei 1981, Stb. 288, tot gemeentelijke herindeling van Zuid-Limburg. zoek.officielebekendmakingen.nl (22 december 1981). Gearchiveerd op 3 november 2021. Geraadpleegd op 21 september 2021.
2. ↑  wmc.nl
3. ↑  Southernbluesnight.nl - historie
4. ↑  De weg naar het nieuwe logo. gaiazoo.nl (5 december 2022). Geraadpleegd op 24 november 2024.

Beek · Beekdaelen · Beesel · Bergen · Brunssum · Echt-Susteren · Eijsden-Margraten · Gennep · Gulpen-Wittem · Heerlen · Horst aan de Maas · Kerkrade · Landgraaf · Leudal · Maasgouw · Maastricht · Meerssen · Mook en Middelaar · Nederweert · Peel en Maas · Roerdalen · Roermond · Simpelveld · Sittard-Geleen · Stein · Vaals · Valkenburg aan de Geul · Venlo · Venray · Voerendaal · Weert

Steden en dorpen · Voormalige gemeenten · Nederland: Provincies · Gemeenten
Bleijerheide · Chevremont · Eygelshoven · Gracht · Haanrade · Ham · Heilust · Holz · Hopel · Kaalheide · Kaffeberg · Kerkrade-Centrum · Locht · Mucherveld · Nulland · Rolduckerveld · Spekholzerheide · Terwinselen · Vink · Waubacherveld

Limburg: Steden en dorpen      Nederland: Provincies · Gemeenten